# Arthur Pierot
Arthur Pierot (n. 7 august 1867 la Strépy-Bracquegnies, Belgia – d. 12 ianuarie 1938), a fost un astronom, selenograf și educator belgian.

## Biografie
Arthur Pierot a fost profesor la colegiul episcopal din Binche în 1889. În continuare, el a plecat în Congo Belgian, unde a rămas 20 de ani. În cursul acestei perioade, el a fondat mai multe școli în această țară africană francofonă.
Pasionat de astronomie, Arthur Pirot a fost un astronom experimentat care poseda un telescop cu o cupolă situată la ultimul etaj al casei sale din Strépy-Bracquegnies. 
Din 1925 până în 1934, el a participat cu articole la revista belgiană de astronomie « Ciel et Terre ». A redactat peste 35 de articole cu crochiuri de studii selenografice. În 1928, el a creat cercul astronomic de la Bracquegnies.
Arthur Pierot a colaborat cu astronomii și selenografii Gabriel Delmotte, Félix Chemla Lamèch și Maurice Darney.
Arthur Pierot a decedat, pe neașteptate, la 12 ianuarie 1938, în localitatea sa natală.